# Kaliforniai Washington-pálma
A kaliforniai Washington-pálma vagy fonalas Washington-pálma (Washingtonia filifera) az egyszikűek (Liliopsida) osztályának pálmavirágúak (Arecales) rendjébe, ezen belül a pálmafélék (Arecaceae) családjába tartozó faj.

## Előfordulása
Az Amerikai Egyesült Államokbeli Kalifornia és Arizona államokban, valamint Mexikó északnyugati részén őshonos. Itt a sivatagok nedvesebb helyeit kedvelik. A nedves trópusokon is gyakran ültetik parkokba.

## Megjelenése
Magas pálma, hosszú nyelű, legyező alakú levelekkel. A törzset az elpusztult levelekből képződött köpeny burkolja. A pálma felálló törzsű, legfeljebb körülbelül 15 méter magas fa. Ha az elhalt leveleket eltávolítják a pálma megjelenése egészen más, mint a levélköpennyel. Legyezőszerű levele 1-1,5 méter hosszú. A levelek minden irányban szétállók. A levéllemez a közepéig vagy kétharmad részéig ép, a csúcsán tenyeresen hasadt. A legyezősugarak V alakban összehajtottak, szélükön többnyire fonalas rostokkal. A levélnyél körülbelül olyan hosszú, mint a levéllemez. Kicsi, rózsás-fehér virágai többszörösen elágazó, a levelek között eredő, de föléjük emelkedő virágzatokban fejlődnek. Termése csaknem gömb alakú, legfeljebb 1 centiméter hosszú.

## Képek

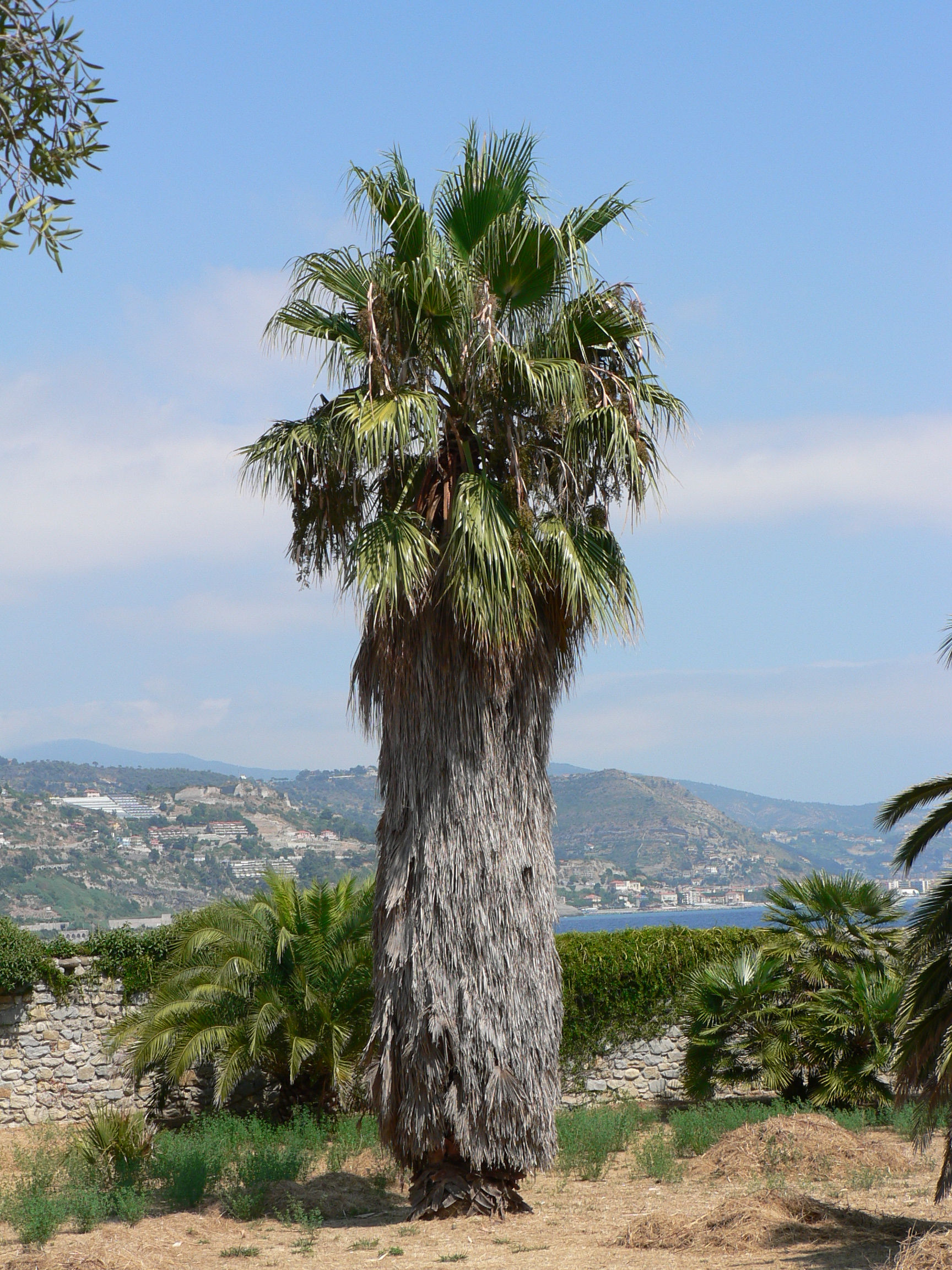
A növény
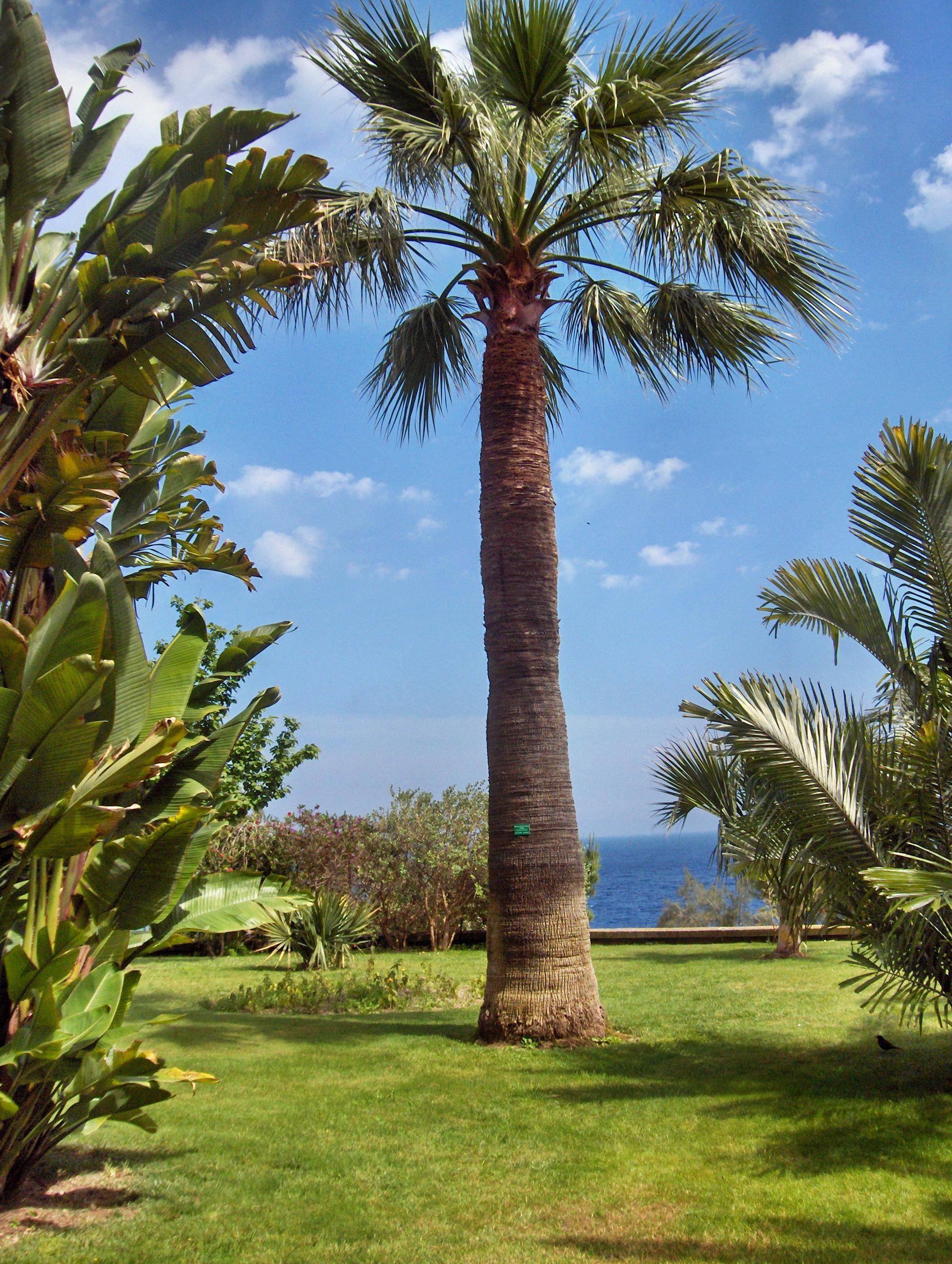
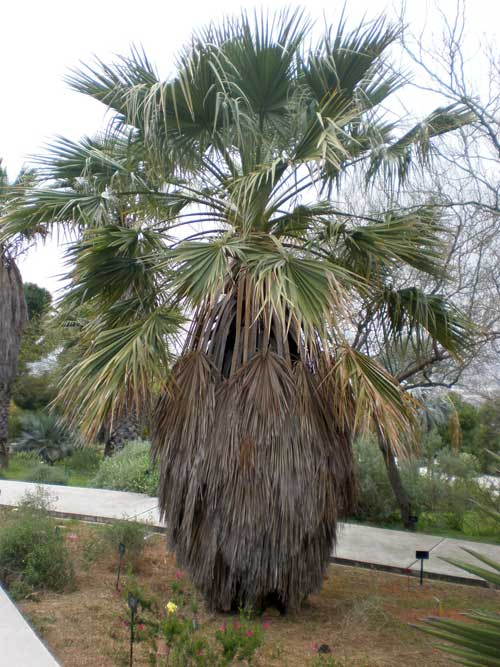
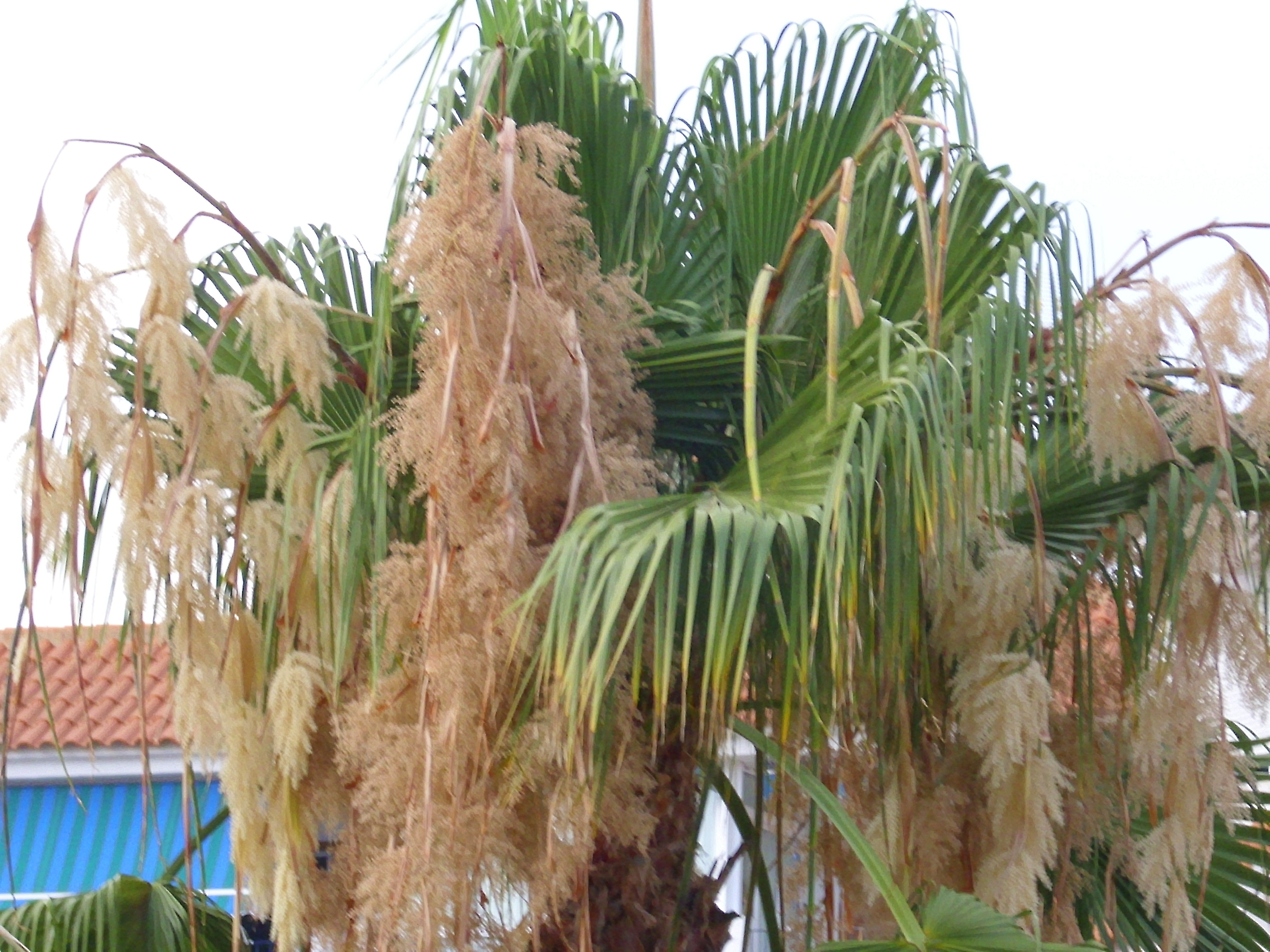
Kivirágozva
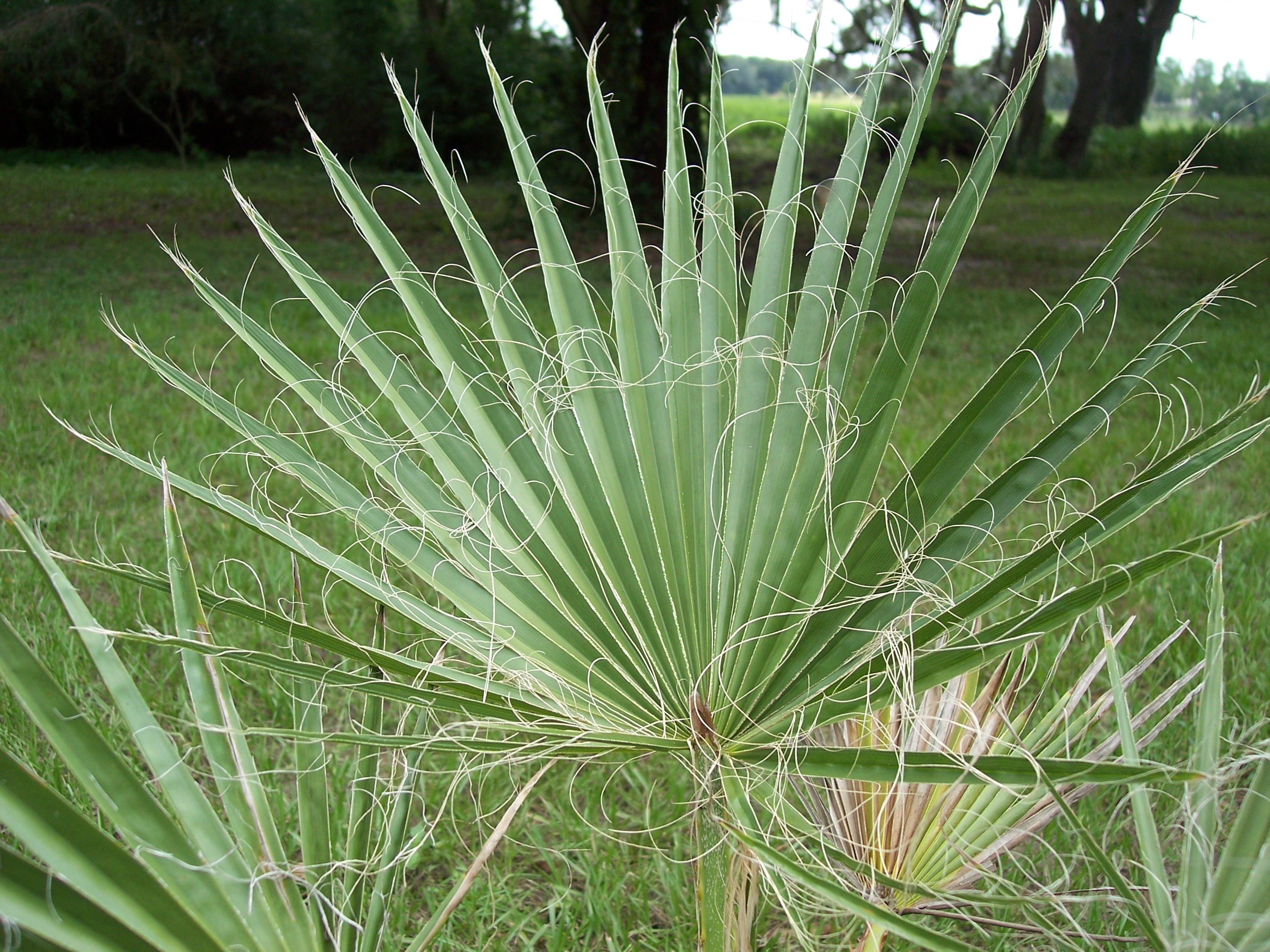
A kaliforniai Washington-pálma levelein levő fonalas rostok
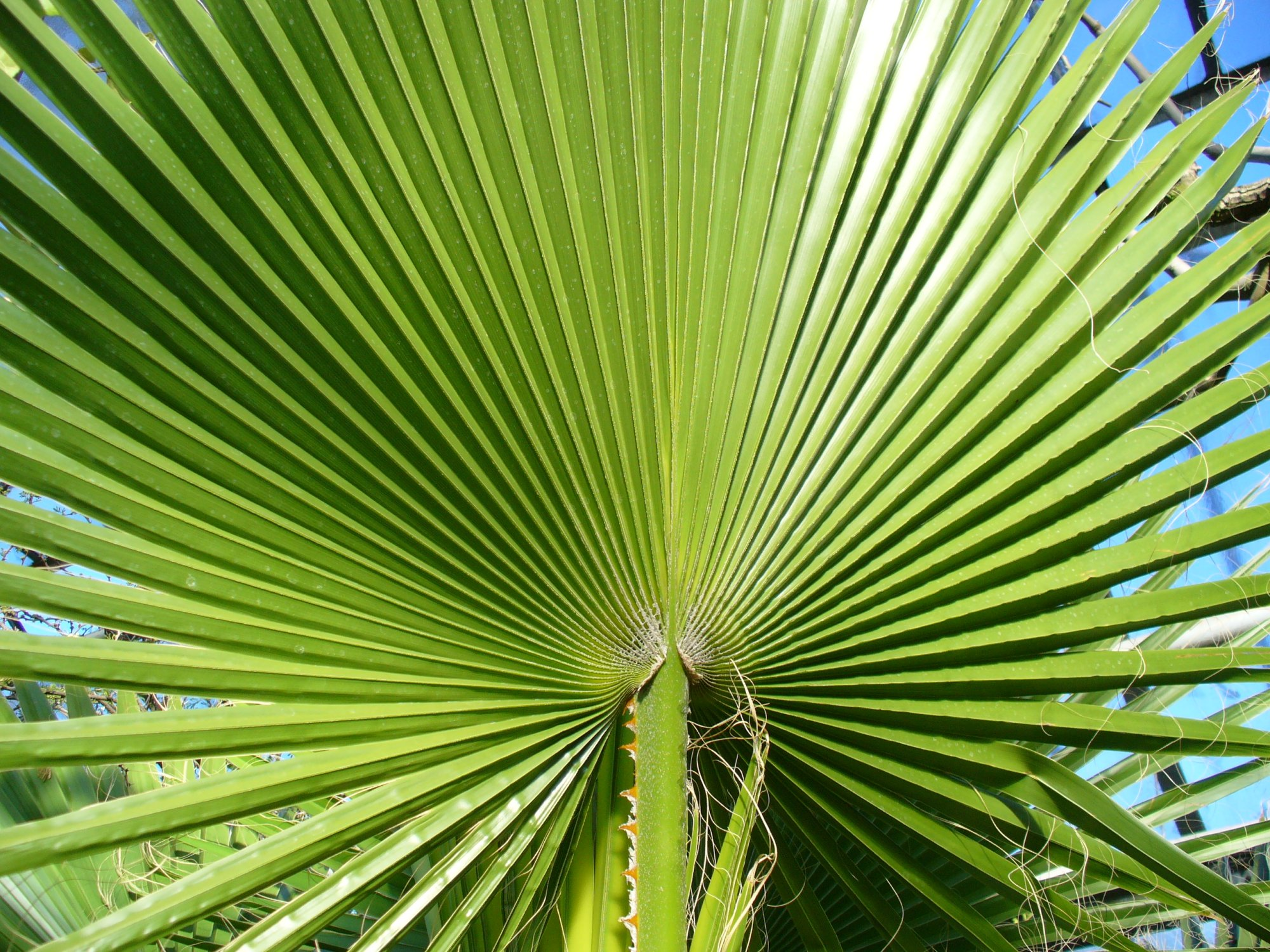
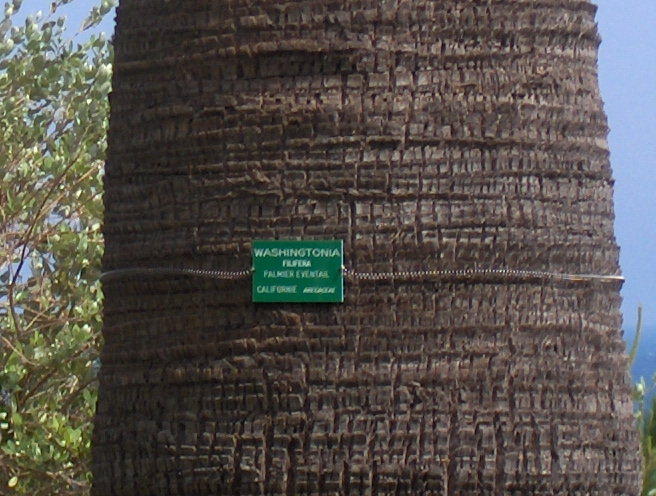
Törzse
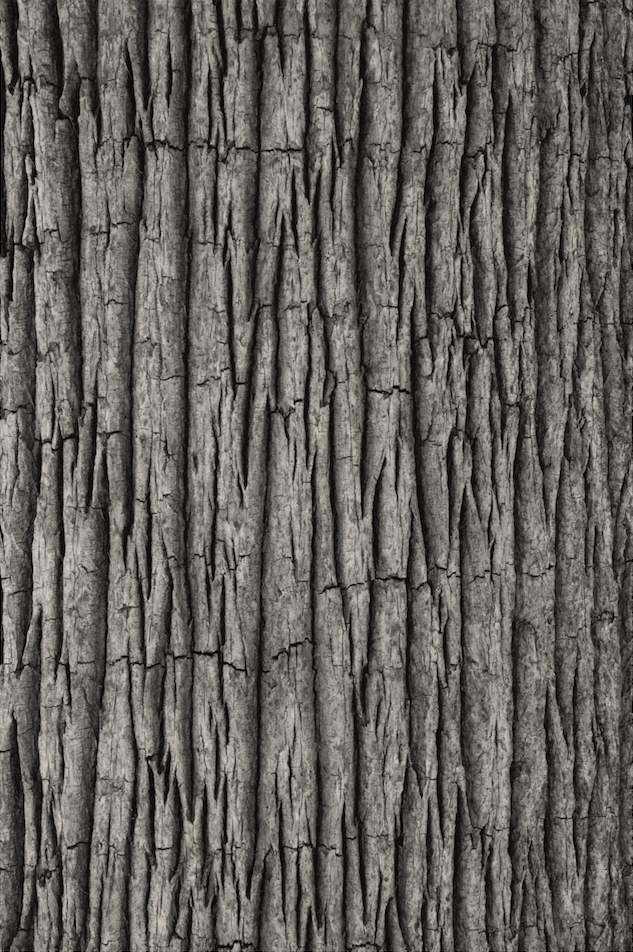
Térge
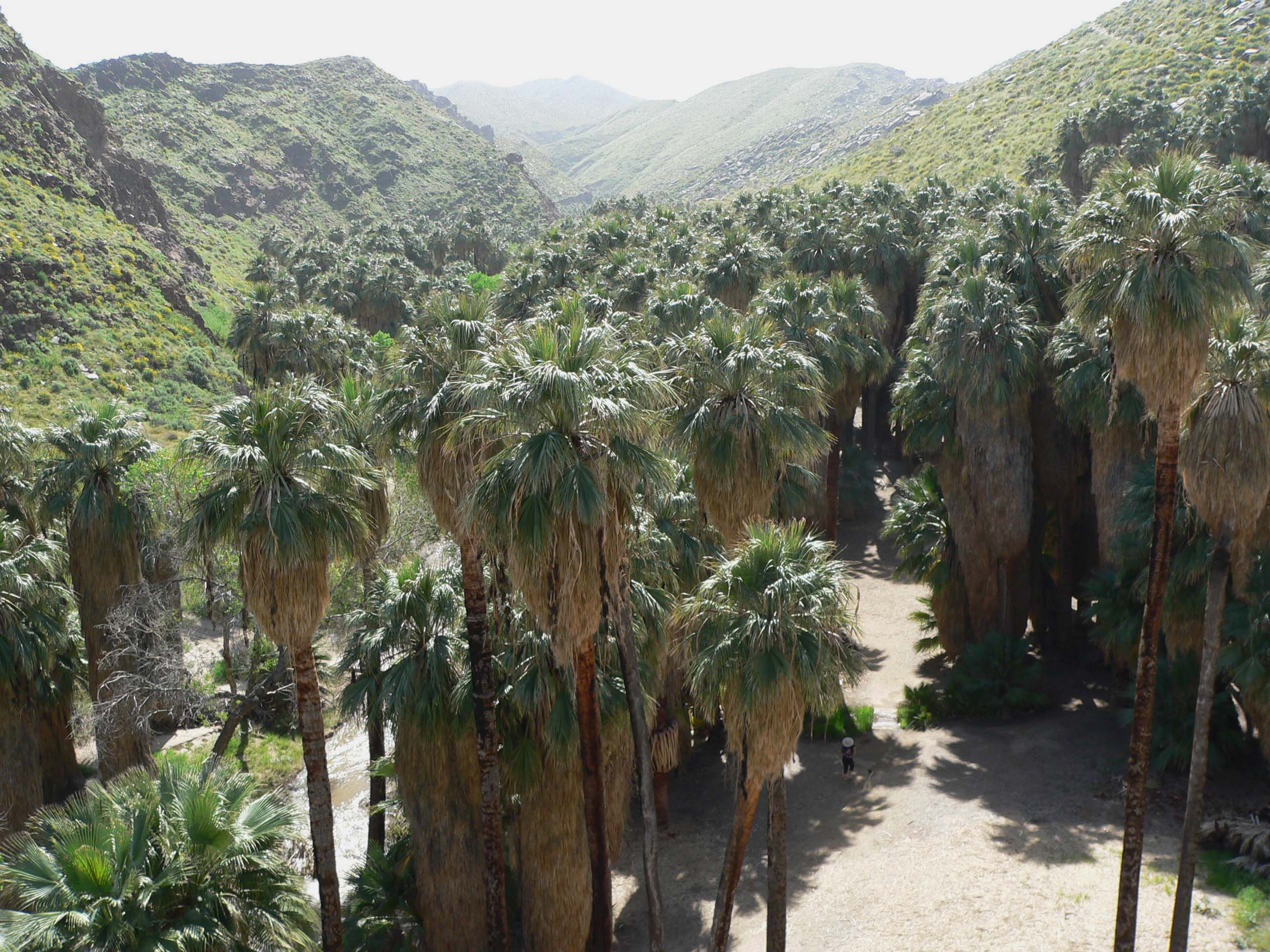
Az élőhelyén